# ヒルフォート
ヒルフォート（hill fort）は要塞化された避難場所または防御された居留地として使われた土塁の一種。防御に有利になるよう周囲より高くなったところを利用して建設された。ヨーロッパで青銅器時代から鉄器時代にかけて建設されたものを一般にこのように呼ぶ。丘の輪郭に沿って1つかそれ以上の土塁を築き、さらに柵または防壁を建設し、その外側に溝を掘っていた。
ヒルフォートという名称は、土や石や木材でできた防壁をめぐらせた周囲より高くなった場所を指す。小さいヒルフォートの多くはそのまま放棄され現存しているものが多いが、大きなヒルフォートは後世の人間が再利用していることが多い。中には、その内部に家があるヒルフォートもある。日本の環濠集落に近いが内部に集落があったとは限らない。
ヒルフォートの周囲には、もっと小さく防御能力の低い土塁が見られる場合がある。これらは動物を捕らえておくための囲いと考えられている。

## 年代
一部のヒルフォートは新石器時代に作られたと見られているが、多くのヒルフォートは次のようなもっと後の時代に作られている。
- 骨壷文化（紀元前1300年 - 紀元前750年ごろ） - 青銅器時代
- ハルシュタット文化（紀元前1200年 - 紀元前500年ごろ） - 青銅器時代後期から鉄器時代初期
- ラ・テーヌ文化（紀元前600年 - 紀元50年ごろ） - 鉄器時代後期

ヒルフォートはローマ帝国に征服されるまでケルト人が住んでいた中央ヨーロッパや西ヨーロッパで使われていた。ユリウス・カエサルは、ガリア遠征で遭遇した後期鉄器時代の大型のヒルフォートをオッピドゥムと称して記している。そのころには大型のヒルフォートは砦というよりも都市に近いものになっており、ローマによる征服とともにローマ都市として同化していった。
イングランドのヒルフォートの一部はローマ帝国後に再利用され、特にアングロサクソン期には造幣所として再利用された。

## 種類
ヒルフォートの定義は単純だが、その種類や年代は様々である。ここでは発掘で明らかとなった見た目や構造上の分類を示す。
- 立地
  - Hilltop Contour（丘の頂上の輪郭）: 典型的ヒルフォート。内陸にあり、人工の城壁または急勾配の天然の斜面に囲まれ、丘の頂上を守っている。Brent Knoll、Mount Ipf などがある。
  - Inland Promontory（内陸の岬）: 内陸の尾根の上にあって二方または三方が急斜面になっており、それ以外の水平な方向に人工の城壁を持つ。Lambert's Castle などがある。
  - Interfluvial（河間地帯）: 2つの川の合流地点や川の蛇行で周囲を川に囲まれた場所。Kelheim などがある。
  - Lowland（低地）: 何らかの防衛上の利点がある内陸の場所（おそらく沼地以外）だが、人工的な防壁で囲まれている。大型のオッピドゥムに多い。Maiden Castle、Stonea Camp などがある。
  - Sea Cliff（海岸の断崖）:海に面した断崖にあり、陸側を半円形の防壁で囲んでいる。岩の多い大西洋岸に多く、アイルランドにもよく見られる。Daw's Castle、Dinas Dinlle、Dún Aengus などがある。
  - Sea Promontory（海岸の岬）: 三方を海に囲まれた半島状の土地の地峡部分を防壁でふさいだもの。アイルランド、コーンウォール、ブルターニュ半島、ウェールズ西部などの大西洋岸によく見られる。The Rumps、Huelgoat などがある。
  - Sloping Enclosure（斜面の囲い）: 丘のなだらかな斜面に作られた小さめの防壁。防衛上の最重要地点ではない。Trendle Ring、Plainsfield Camp などがある。
- 面積
  - 20 ha 以上: 非常に大きく、防衛拠点としては大きすぎる。おそらく家畜の放牧に使われていたと思われる。
  - 1 - 20 ha: 内部に定住地があり、それを防衛している大型のヒルフォート。
  - 1 ha 未満: 小さなヒルフォート。個人の農場や牧場に近い。
- 壁と溝（濠）
  - Univallate（単塁壁）: 一つの防壁で取り囲んでいるもの。Solsbury Hill などがある。
  - Multivallate（複塁壁）: 複数の防壁で取り囲んでおり、外側は完全に閉じていないこともあるが、防衛上の弱点部分を特に守っている。一般に、内側の防壁が最初からあり、後から外側の防壁を追加している。Cadbury Castle などがある。
- 入口
  - Simple opening（単純開口部）: 防衛拠点ではなく、単なる囲いであることを示している可能性がある。開口部付近で防壁が内側や外側に向かっていたり、高く幅広くなっていることもある。Dowsborough などがある。
  - Linear holloway（真っ直ぐな道）:防壁が入口に続く道を囲むように並行に伸びている。Norton Camp などがある。
  - Complex（複合型）: 防壁が複雑に入り組んだ形状で、投石器を設置する台をその弾道を考慮して配置している。Maiden Castle などがある。

ヒルフォートは居留地も兼ねている場合があり、そうでないものは特定の季節に使用したり、紛争発生時のみ使用した。周囲を取り囲む防壁の様式にはガリア壁 (murus gallicus) や pfostenschlitzmauer がある。ヒルフォート内には、住居として roundhouse や longhouse があり、他にも穀倉の柱の跡、地下室と思われる穴、陶器、硬貨、宝石などが出土している。また、神殿の基礎や墓も見つかっている。また、砦として武器も見つかっており、スリングショット、盾、鎧、剣、槍、矢などが出土している。さらに戦場になったヒルフォートには、その痕跡として包囲側が使ったバリスタの部品、灰層、ガラス化した石、焦げた穴のある柱などが見つかっている。さらに、勝利した側が戦いで死んだ敵をまとめて葬った墓穴も見つかっている。
ヒルフォートは敵軍に占領されることが多く、時には破壊されることもあり、原住民は強制的に立ち退かせられ、砦は放棄された。例えば紀元前1世紀にベルガエ人がグレートブリテン島南部を侵略したとき、Solsbury Hill は略奪され放棄された。放棄されたヒルフォートは、後に新たな侵略の脅威が迫ったときに再建されて使用されることがあった。再利用の例としては、リトアニア大公国成立時の戦争、グレートブリテン島へのローマ人、サクソン人、ヴァイキング侵攻時などがある。

## 各国のヒルフォート

### スカンディナヴィアとロシア・ウクライナ・ベラルーシ

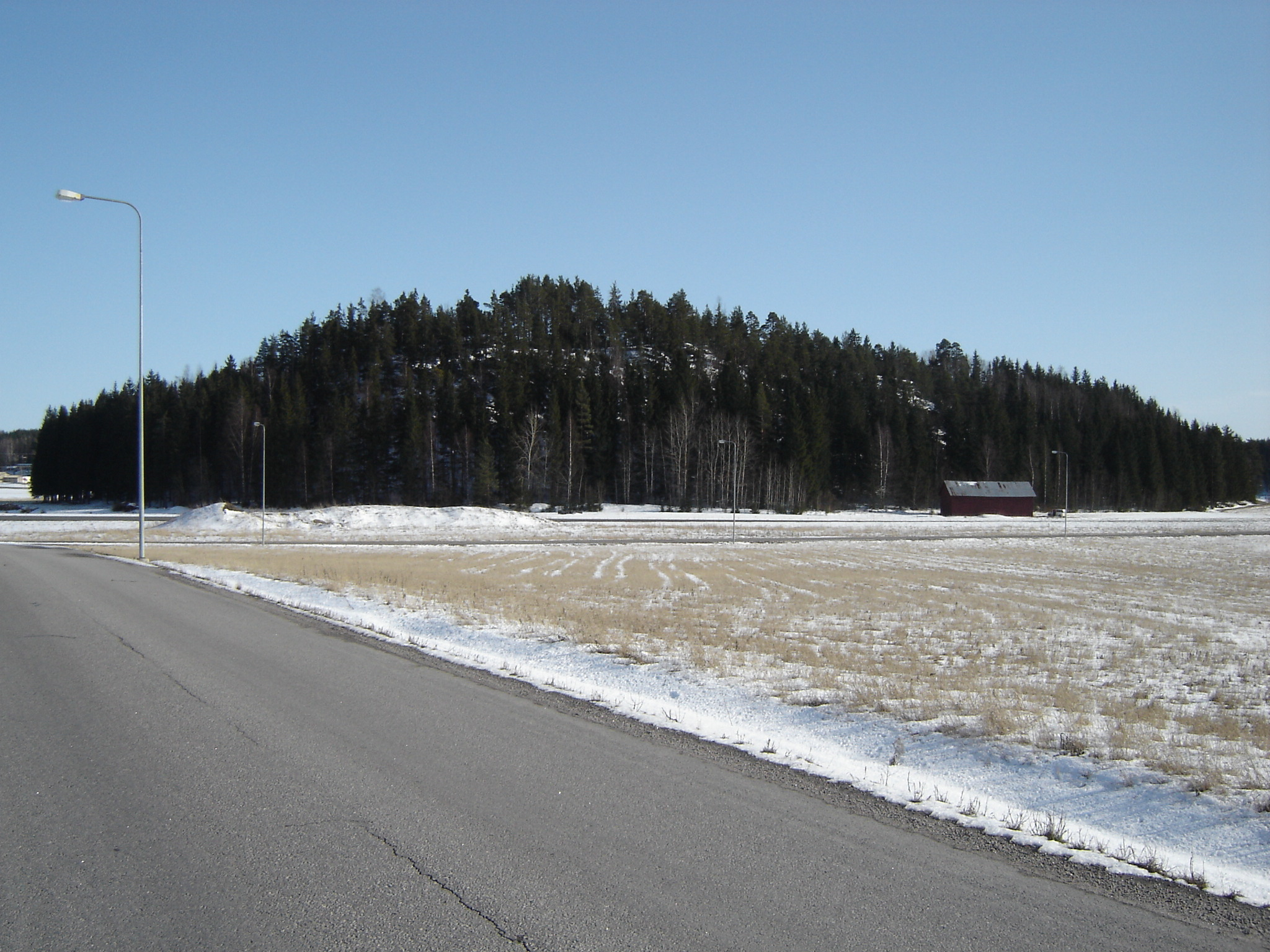
フィンランドのサロ近郊にあるヒルフォート

スカンディナヴィアとロシア北部では、鉄器時代からヒルフォートが要塞として使用され、いくつかの機能を兼ねていた。通常、丘や山の頂上に置かれ、絶壁や沼地を自然の防壁として利用する。頂上の近寄りやすい部分には石の防壁を築いて防御し、一般に下の斜面にも壁を築いていた。丸い形状から「リングフォート (ring fort)」とも呼ばれ、平地にも建設された。防壁には杭を支えていたと思われる石が残存していることが多い。木製の門があったことが文献に残っている。強固な城壁を持つヒルフォートは古い交易路の側に位置し、攻撃的性格を備えていたが、それ以外のヒルフォートは急襲された際の避難用であって砦としての強固さは低かった。
人口が集中している地域の中心にあるヒルフォートは恒久的な居留地としての要塞であり、その内外に人々が定住していた。古い地名で語尾に sten/stein がつくのは、ヒルフォートがあった場所であることが多い。
スウェーデンでは1100カ所のヒルフォートが知られており、特に西海岸北部とスヴェアランド東部に多い。セーデルマンランド地方に300カ所、ウップランド地方に150カ所、エステルイェートランド地方に130カ所、ブーヒュースレーン地方とゴットランド島にそれぞれ90から100カ所ある。
ゴットランド島のリングフォートはローマ以前の鉄器時代に成立したと見られているが、出土品は紀元200年から600年のものがほとんどである。リングフォートの多くは中世になっても使われ続けた。
フィンランド語ではヒルフォートを linnavuori（複数形は linnavuoret）と呼ぶ。linna（砦）と vuori（山）を組み合わせた語である。フィンランドのヒルフォートは木製のものが多い。
ロシア語では、ヒルフォートに相当する、防衛機能を備えた居住地の遺構を示す単語としてГородище（ゴロディシチェ）が存在する。ウクライナ語ではГородище（ホロディシチェ）、ベラルーシ語ではГарадзішча（ハラジシチャ）という。

### リトアニア

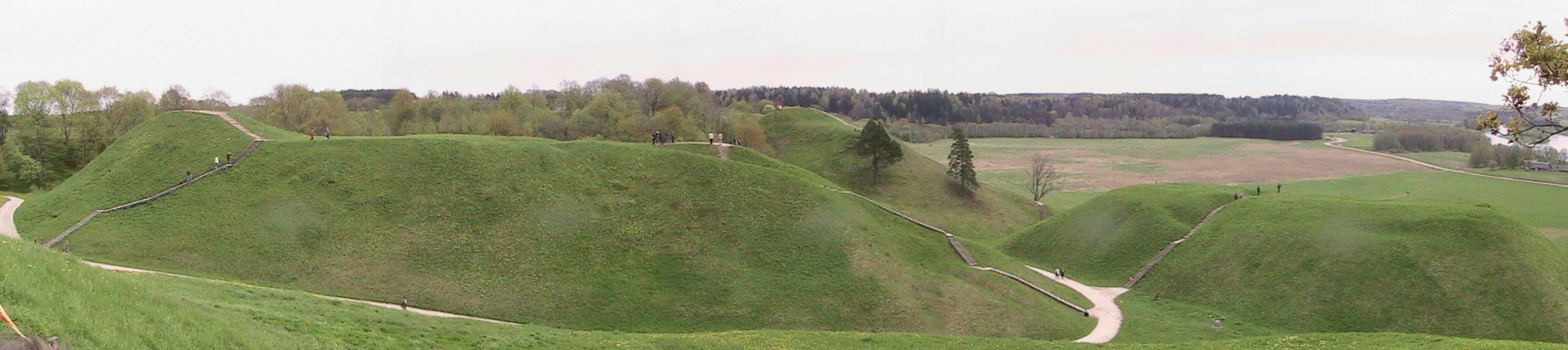
ケルナヴェのヒルフォート (piliakalnis)。世界遺産

リトアニア語ではヒルフォートを piliakalnis（複数形は piliakalniai）と呼び、pilis（城）と kalnas（丘）を組み合わせた語である。
リトアニアのヒルフォートは紀元前1千年紀の青銅器時代まで遡る。最も古い例はリトアニア東部にある。ヒルフォートの多くは5世紀から15世紀の時間をかけて拡張され、ドイツ騎士団の西からの侵攻に対抗する手段として使われた。多くのヒルフォートは川の土手や2つの川の合流地点に作られた。多くは木材で作られたが、石やレンガで壁を作ったものもあった。防御力を強化するため、丘の斜面をより急にし、頂上を平らにならしている。

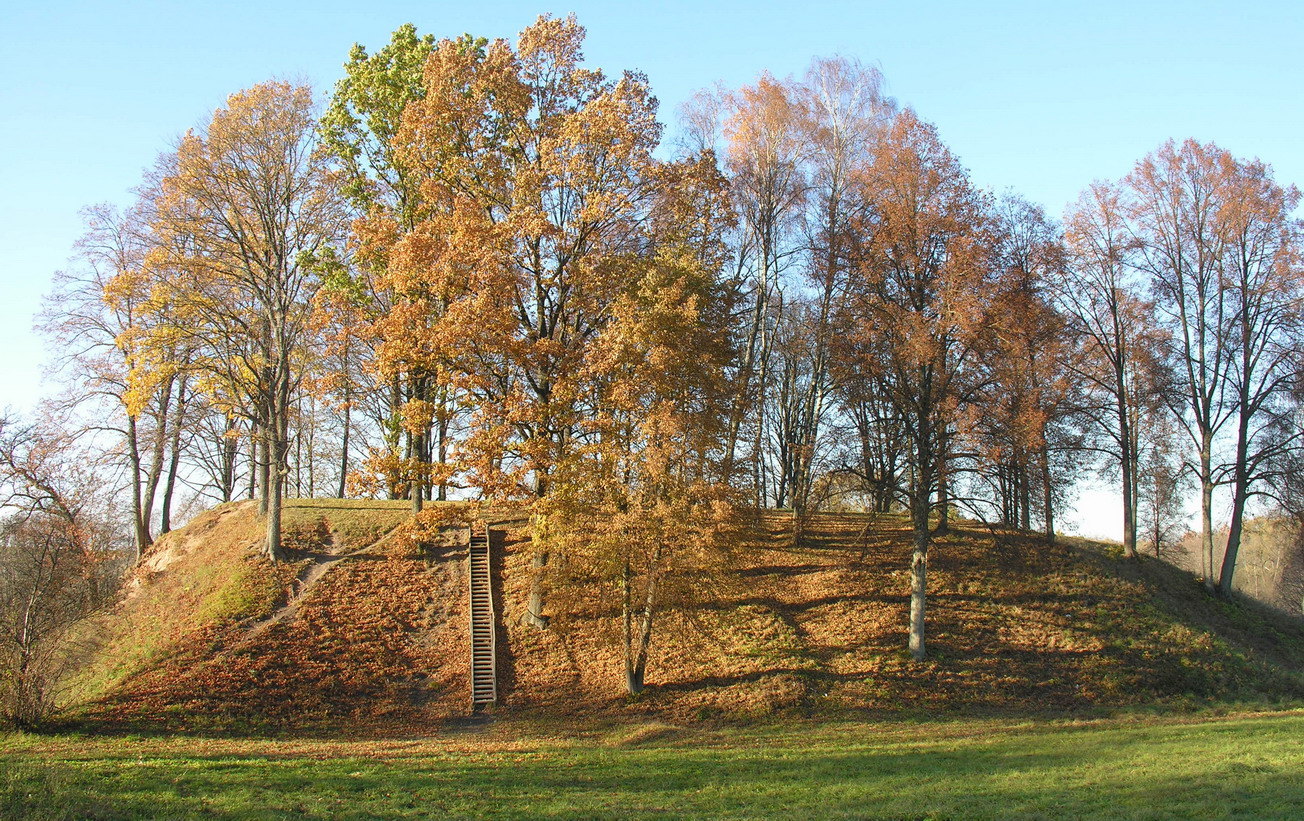
テルシェイ郡にある Daubariai piliakalnis

リトアニア大公国の初期、piliakalniai はリヴォニア帯剣騎士団やドイツ騎士団との戦いで大きな役割を演じた。この時期 piliakalniai の数は減ったが、残ったヒルフォートはより強固に要塞化された。ヒルフォート群によって、ネマン川に沿った防衛線（対ドイツ騎士団）とリヴォニアとの境界線に沿った防衛線が構築された。他にも2つの防衛線の建設も開始されたが、完成には至らなかった。1つは首都ヴィリニュスを守る防衛線、もう1つはジュマイティヤの防衛線で、この地方は両騎士団の標的となっていた。
砦の多くは木製で、容易に燃えた。火器や大砲が発達すると piliakalnis はあまり効果的ではなくなった。また、リヴォニア帯剣騎士団は1236年にリトアニア側に大敗を喫した。ドイツ騎士団は1410年タンネンベルクの戦いで大敗を喫し、その後大きな戦いは起きなくなった。
Lietuvos piliakalnių atlasas（リトアニアの Piliakalniai の地図帳）によれば、リトアニアには826の piliakalniai があった。2007年にはある研究者らが総数を840と発表した。リトアニアでは今もヒルフォートの発見が続いており、年々増えている。その多くは川岸に位置していて浸食の危険にさらされている。部分的に消失しているところも多く、洪水で丘の表面が削られたところも多い。piliakalniai の80%は森で覆われており、観光客が訪れるのは難しい。

### エストニア

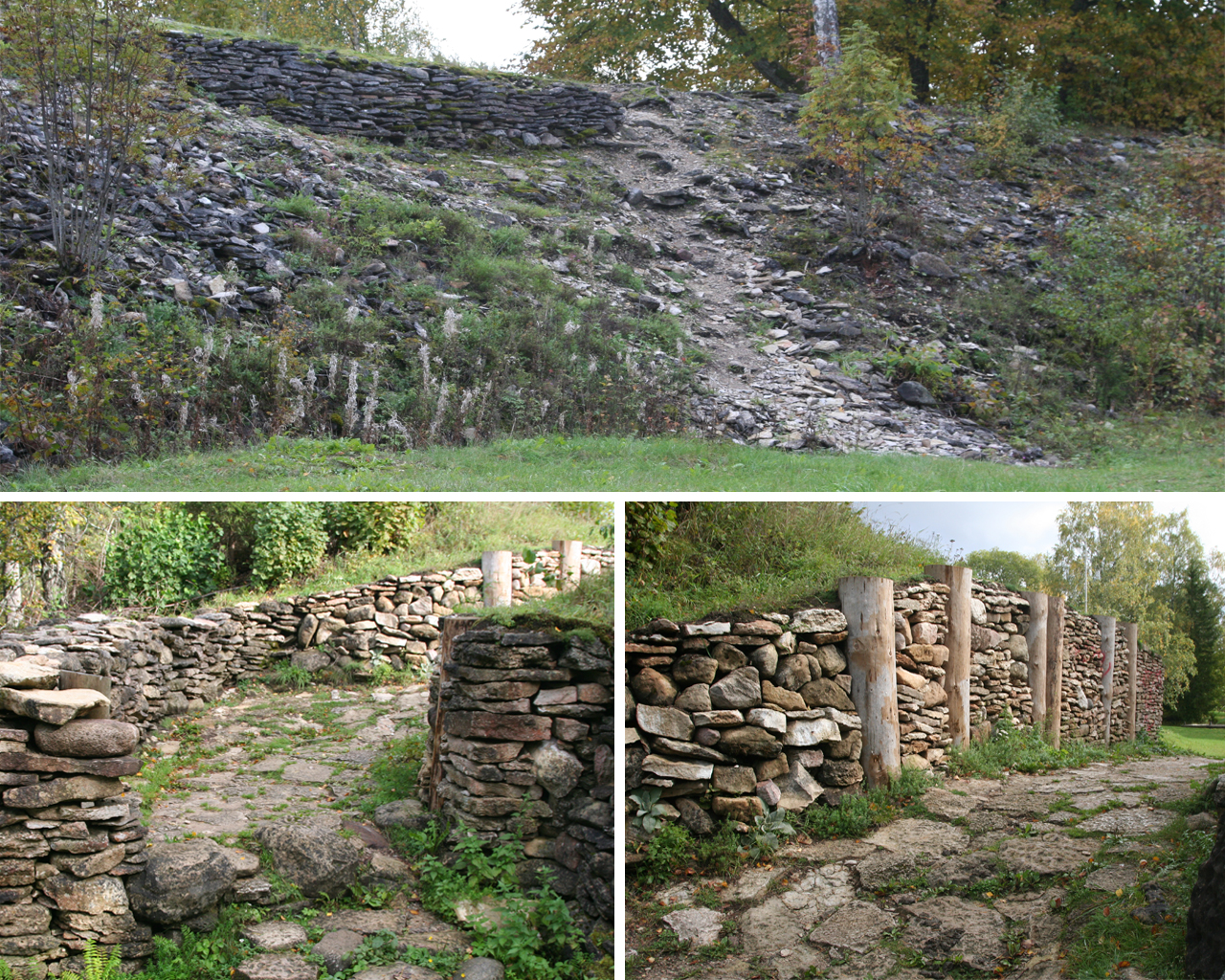
Varbola Stronghold

エストニア語ではヒルフォートを linnamägi（複数形は linnamäed）と呼ぶ。エストニア全土で数百のヒルフォートまたはヒルフォートと推定されている場所がある。中でもタリンのトームペア城やタルトゥのToomemägiは古代から現代まで中心地として使われてきた。一方でVarbolaなどは今では歴史的な場所となっている。
エストニアのヒルフォートの多くはキリスト教伝来以前の政治経済の中心地だった。ただし、その一部は戦争時のみ使用され、平時は使われなかった（例えばペルヌ県 Koonga parish の Soontagana など）。

### グレートブリテン島
ブリテンのヒルフォートは青銅器時代から存在したが、その建設が最も盛んになったのは鉄器時代の紀元前200年から紀元43年のローマ帝国による征服までの期間である。ローマ人は Hod Hill や Brean Down などの一部のヒルフォートを占領したが、他の多くのヒルフォートは破壊し放棄した。Cadbury Castle からは多数の人骨が出土しており、ここが紀元70年代の反乱の舞台となったことを示している。地名の語尾に "-bury" とつく場所の多くはヒルフォートを意味する。一部は Cytiau と呼ばれる（cytiau'r Gwyddelod は「アイルランドの小屋」の意）。ドーセットの Maiden Castle はイングランド最大のヒルフォートである。侵攻のなかったアイルランド島や占領されなかったスコットランドなどローマの影響がそれほど強くなかった地域では、さらに数世紀に渡ってヒルフォートが建設され続けた。

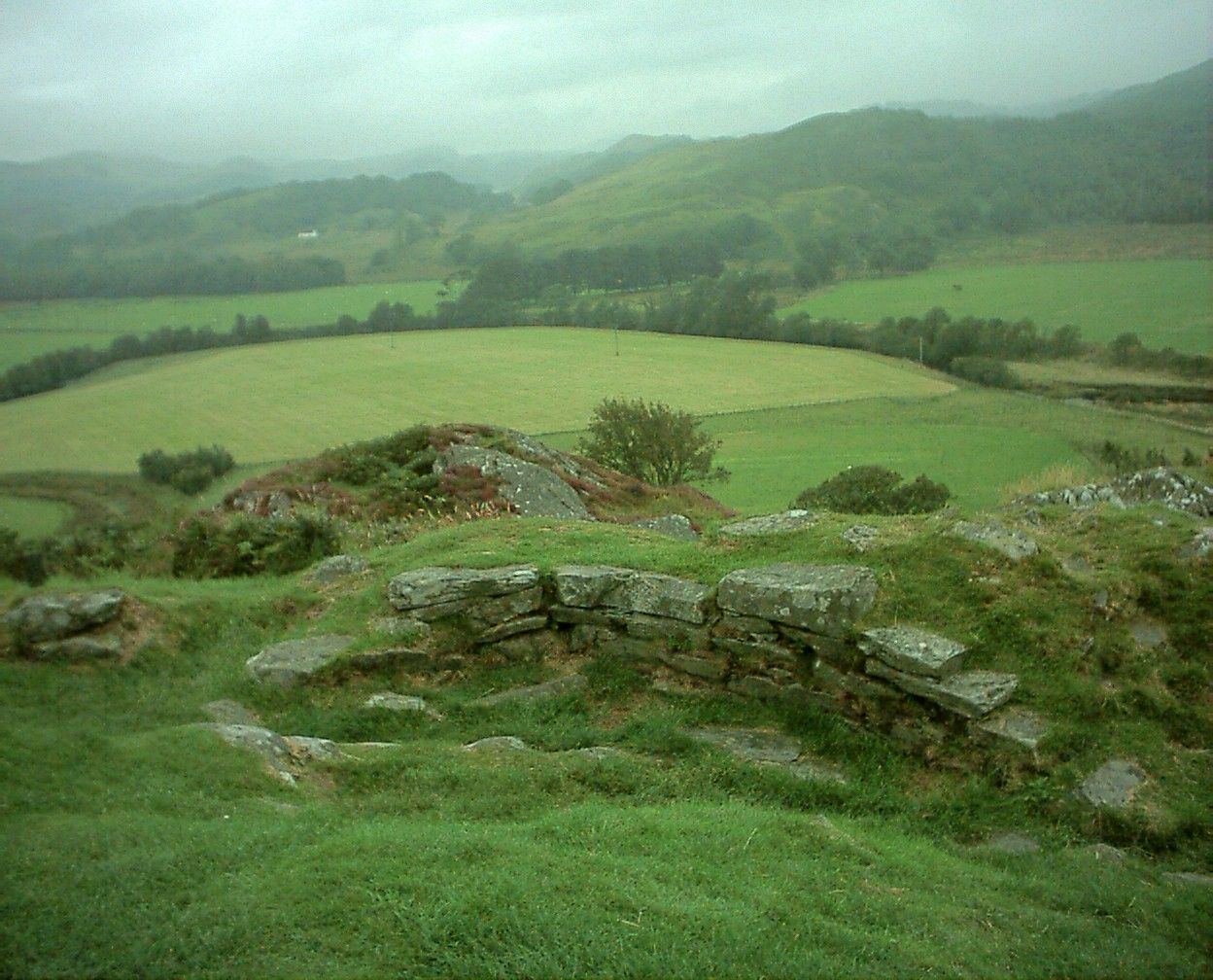
アーガイル・アンド・ビュートの Kilmartin 近郊にある Dunadd ヒルフォート

グレートブリテン島全体で鉄器時代のヒルフォートが2000以上知られている。ローマの支配が終わると、一部のヒルフォートが再建され、海賊の襲撃やアングロ・サクソン人の侵略に対する防衛拠点として使われた。Poundbury Hill の外側の墓地には4世紀の教会葬の墓もある。Wansdyke は Maes Knoll の既存のヒルフォートと繋がった土塁で、紀元577年から652年の間、南西イングランドにおけるケルト人とサクソン人の境界線となっていた。
一部のヒルフォートはヴァイキング時代にアングロ・サクソン人が再利用していた。アルフレッド大王はウェセックスで海岸沿いのヒルフォートの監視ネットワークを確立し、それらの間を Herepath と呼ばれる軍用道路で結んだ。それによって、海上のヴァイキングの動きに応じて軍を動かせるようにしていた。
発掘調査により、いわゆる「ヒルフォート」とされてきたものの多くは、単に牛や馬などの家畜を閉じ込めておく囲いとして使われていたことがわかった。Bindon Hill や Bathampton Down は50エーカー (20 ha) 以上の広さがある。鉄器時代には防御性の居住地だったものでも、後世には家畜の放牧に使われたものもある。例えば、Coney's Castle、Dolebury Warren、Pilsdon Pen がある。

### アイルランド

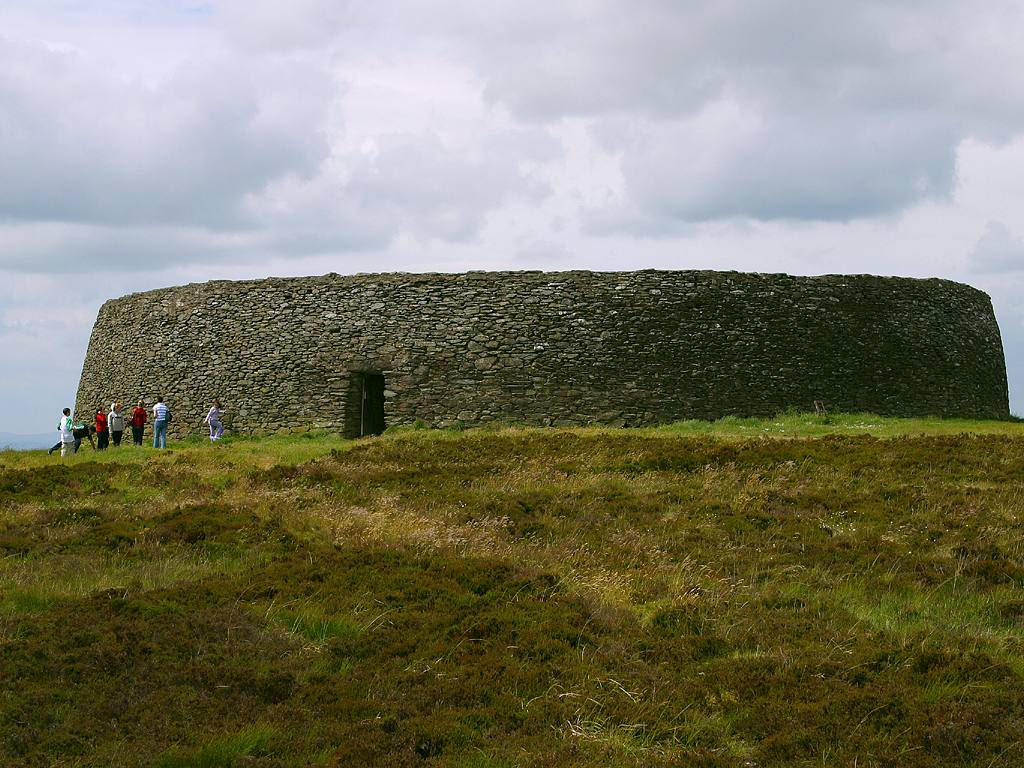
ドニゴール県にある Grianan of Aileach の外観

アイルランドでは青銅器時代から鉄器時代を通して防御性集落としてヒルフォートが建設された。円形の大きなヒルフォートは1エーカーから40エーカーの面積があり（通常5エーカーから10エーカー）、石造りの壁や土塁で囲まれていた。ヒルフォートは戦略的に重要な独立した丘に築かれ、防衛拠点となっていた。ヒルフォートは部族の重要な拠点として王が住み、家畜を飼育していた。
アイルランドでは約40のヒルフォートが知られている。そのうち12のヒルフォートは複塁壁型、すなわち多重に防壁で囲まれている。Mooghaunの印象的な例は、複数の石壁で防御されている。なお、アイルランドではヒルフォートとリングフォートは全く別のものである。リングフォートは中世の居住地によく見られる考古学的特徴であり、アイルランド内に4万以上の例が知られている。
いくつかのヒルフォートには内部にケアンがあり、それについて様々な説が提唱されている。何らかの奇妙な信仰を想定するものから、単にそれらの立地条件が似ているために偶然同じ場所に作られたという説まで様々である（ヒルフォートもケアンも周囲を見渡せる場所に好んで作られた）。キルケニー県の Freestone Hill の発掘調査で、ケアンの周囲に溝が掘られていたことがわかり、ヒルフォート建設者がケアンを何らかの形で崇拝していた証拠ではないかと言われている。

### ポルトガルとスペイン
ガリシア州、アストゥリアス州、カンタブリア州、ポルトガル北部では、古代ローマ以前の鉄器時代にケルト人が建設した要塞化した村を castro とよび、一般に丘などの防衛が容易な地形に立地していた。大きな castro を citanias あるいは cividades（「都市」の意）と呼んだ。
castro は丘の頂上にあり、周辺を見渡すことができる位置にあった。castro には例外なく湧水や小さな渓流などの水源があり、包囲された場合に備えて大きなため池を持つものもあった。防壁は石や土でできていて、丘の自然な防御能力を補完している。内部の住居は3.5mから5mの長さで、それが円形に並んでいるのが普通だが、中には矩形に並んでいる場合もある。住居の壁は石作りで、中央の木の柱の上に草葺き屋根をかけたものだった。castro の大きさは直径数十メートルから数百メートルまで様々である。

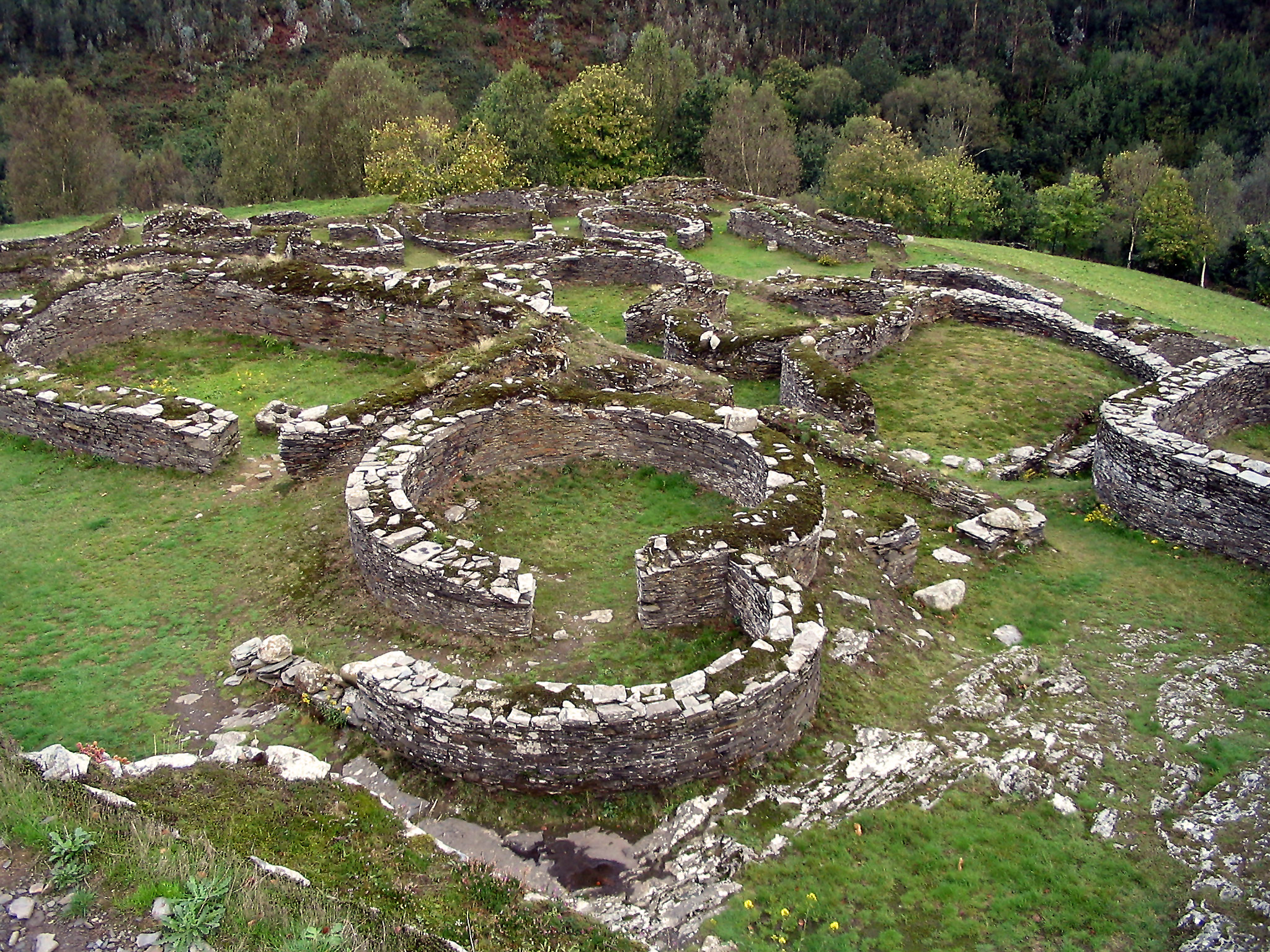
スペインアストゥリアス州の Castro de Coaña

castro はケルト人の部族間戦争における避難所だったが、全ての citanias も含めて定住地としても使われた。
castro の多くはケルト人が侵入してくる以前、青銅器時代から既に居住地として使われていたことがわかっている。このイベリア人の文化がケルト人流入後も生き残り、なんらかの文化の融合が起き、大西洋岸の交易に有利なケルト語がリングワ・フランカになったと考えられている。
castro の周囲にはメンヒルやドルメンのような青銅器時代の巨石記念物が多く見られるが、これらはケルト人以前の文化の遺物である。ケルトのドルイド僧はこれらの巨石記念物を儀式に再利用した。
古代ローマ人は多くのcastroを破壊したが、残りは都市に拡張された。
ケルト・イベリア人はエブロ川、ドウロ川、タホ川の上流の谷にまたがり、スペイン北部の内陸部に定住した。彼らはヒルフォートやオッピドゥムを建設した。

### フランス
ガリアの英雄ウェルキンゲトリクスはアレシアのヒルフォートでユリウス・カエサルに包囲された。この地域の有力な防壁建設様式を murus gallicus またはガリア壁という。

### 中央ヨーロッパ

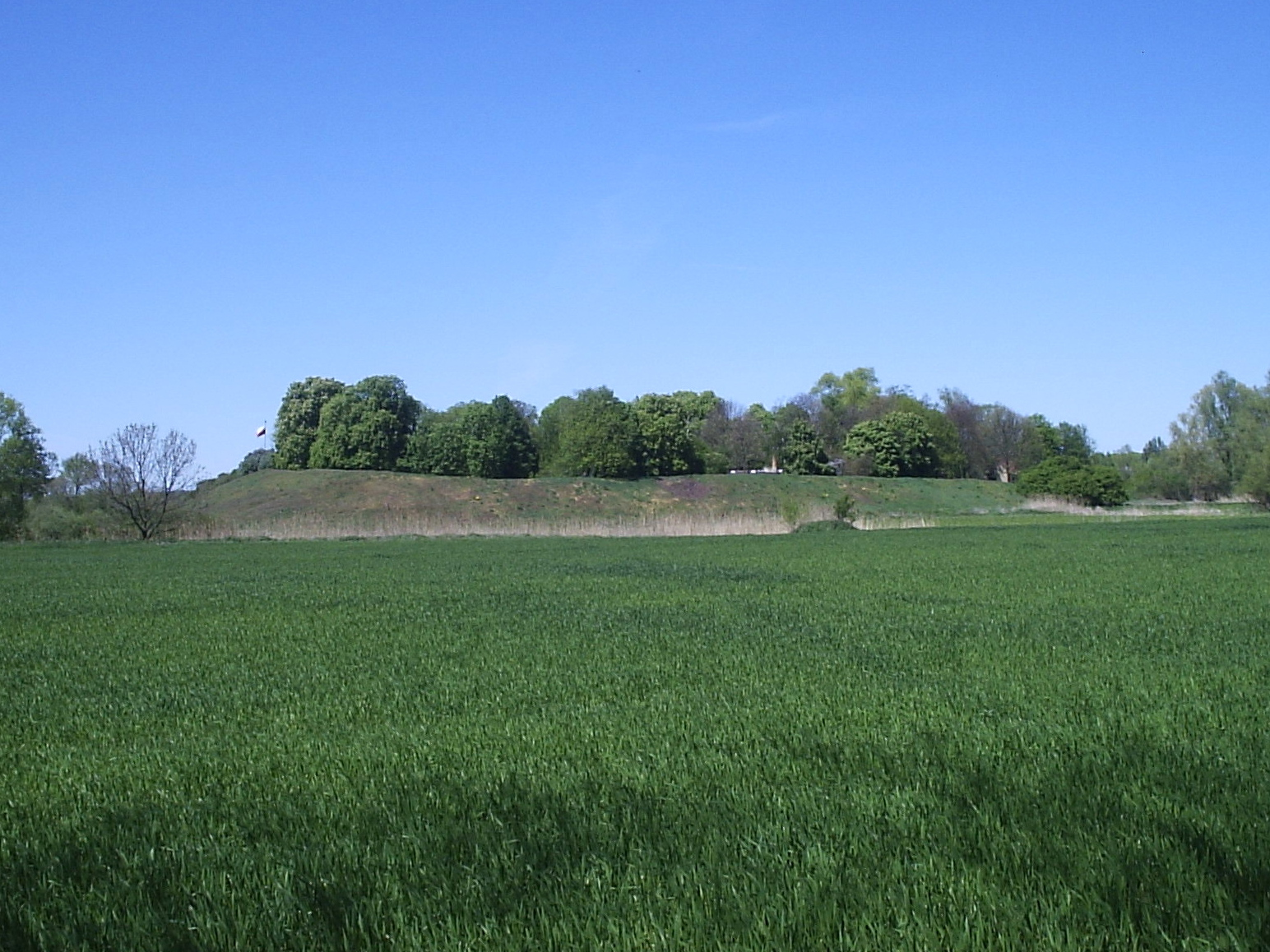
中世初期のヒルフォート（ポーランド Giecz）

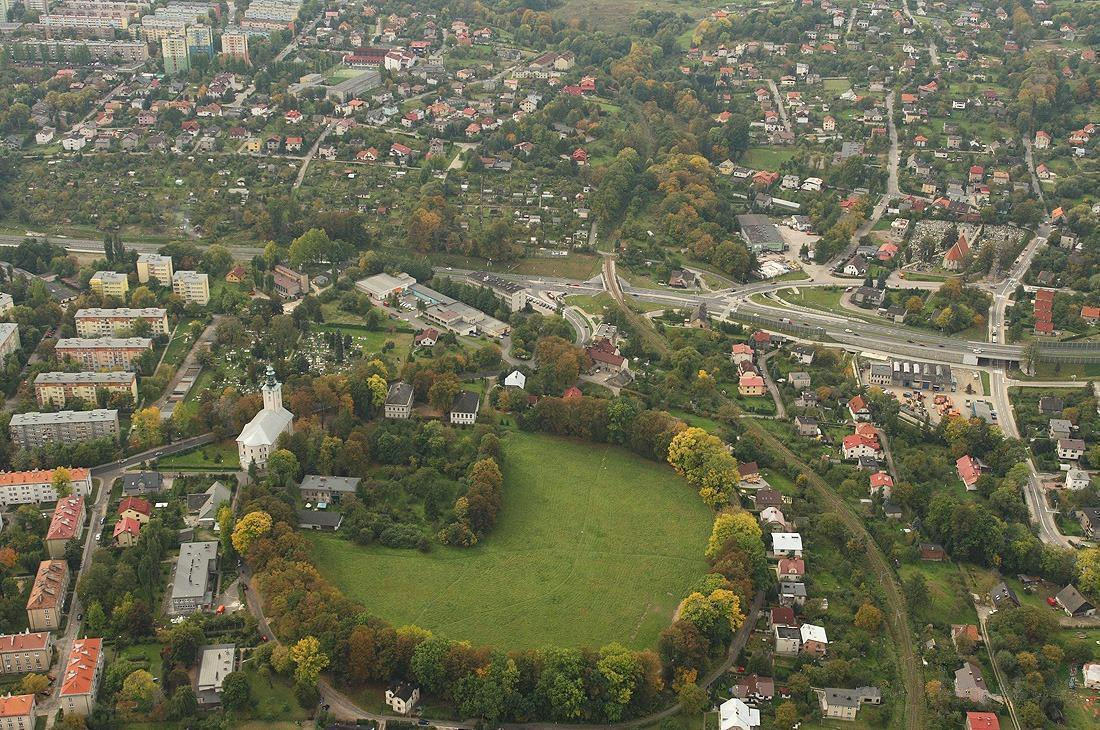
ビェルスコ＝ビャワの11世紀のヒルフォート

ハルシュタット文化とラ・テーヌ文化は、現在の南ドイツ、スイス、オーストリア、チェコのあたりで発祥した。ヒルフォートはそれらの地域だけでなく、ポーランドやさらに東の地域でも中世期まで建設された。
この地域の防壁建設様式を pfostenschlitzmauer またはケルハイム様式という。マンヒングのヒルフォートの防壁は当初ガリア壁だったが、後に pfostenschlitzmauer に作りかえられた。

## 具体例
- ケルナヴェ - リトアニアの世界遺産
- ビェルスコ＝ビャワ - ポーランド南部